# Terry Taylor
Paul Worden Taylor III (Greenville, 12 agosto 1955) è un ex wrestler statunitense dal 2012 allenatore di NXT; è noto anche per aver ricoperto dal 2003 al 2011 il ruolo di "Responsabile per le relazioni con i talenti" presso la Total Nonstop Action Wrestling (TNA).

## Carriera
Terry Taylor era uno spettatore popolare amante della lotta libera americana; conosciuto, successivamente, dal celebre lottatore della Florida, Steve Keirn, cominciò a fare carriera in alcune piccole federazioni di wrestling nel Sud degli Stati Uniti fino a diventare atleta professionale negli anni ottanta. Taylor cominciò a lottare in coppia con Stan Lane formando il duo "The Fabulous Ones".
Nel 1985, Taylor lottava nella NWA; nello stesso anno fu costretto a lasciare questa federazione a causa di un litigio con "Nature Boy" Buddy Landel, quest'ultimo all'ora campione NWA. Nel 1986, Taylor divenne una delle più grandi stelle della lega Mid South Wrestling dove diventò campione televisivo ai danni di Buddy Roberts Freebird. Questo titolo fu rappresentato da una medaglia di oro. Più tardi, questa medaglia, fu sostituita da una cintura di campione convenzionale. Più tardi, Taylor, riuscì a sconfiggere Ted Dibiase per il Titolo dei pesi massimi. Inoltre, vinse anche la cintura NWA North American Heavyweight Championship e il titolo di coppia con "Gentleman" Chris Adams nel 1987, dopodiché quando lo persero, cominciò una rivalità con esso. Più tardi la federazione cambiò nome in Universal Wrestling Federation e Taylor iniziò una disputa con Nikita Koloff per il titolo televisivo NWA prima di lasciare improvvisamente la federazione.
Nel 1988, Taylor debutto nella World Class Championship Wrestling, dove lui ed Adams continuarono la loro contesa che durò per un breve periodo. Successivamente, Taylor vinse il titolo dei peso massimo ai danni di Matt Borne e difese la cintura contro lo stesso Adams, Kevin Von Erich ed altri. Taylor passò alla WCCW quando Von Erich gli strappò il titolo.
Verso la fine del 1988, Taylor firmò un contratto di lavoro con la World Wrestling Federation, dove il suo manager fu Bobby "the Brain" Heenan che lo rinominò "Red Rooster" (chiamato da Dan Peterson "Gallo Rosso"). Presto, però, l'alleanza con Heenan terminò finché i due si videro l'uno contro l'altro sul ring come nel celebre incontro a WrestleMania V, dove Heenan venne schienato in circa 30 secondi di match e Steve Lombardi vendicò il manager assalendo Taylor. Nel 1990 Taylor lasciò la WWF.
Nel 1991, Taylor passò alla WCW assumendo la gimmick di Terence Taylor entrando nella stable "The York Foundation". Un litigio con Dustin Rhodes e Bobby Eaton, lo portò a vincere il titolo di coppia WCW con Richard Morton e Thomas Rich. Quando la "York Foundation" si sciolse, Taylor formò una squadra di coppia con Greg "the Hammer" Valentine, nel 1992, vincendo il titolo di campioni di coppia degli Stati Uniti.
Nel 1993, Taylor ritornò nella WWF come "Terrific Terry Taylor". Continuò a lottare finché nell'ultimo periodo tornò a farsi chiamare "Red Rooster", per poi passare nuovamente alla WCW. Nel 1994 passò alla AWF come commentatore.
Tornò alla WWF nel 1998 facendo l'intervistatore e un anno dopo ritornò alla WCW. Nel 2003, dopo un litigio con la WWE, iniziò a lavorare per la TNA.
Il 12 aprile 2004, Taylor affermò di avere dei dolori a tre vertebre cervicali. Il 3 aprile 2006 subì una chirurgia di fusione cervicale durata tre ore nella quale furono congiunte la sesta e la settima vertebra. Seguendo la seconda operazione, Taylor annunciò il suo pensionamento dalla lotta professionale.
Terry, tuttora, appare su alcune federazioni di lotta professionale che Ted DiBiase produce.
Il 20 maggio 2011 TNA e Taylor hanno interrotto il loro rapporto contrattuale.
Dal 2012 Taylor è allenatore in NXT, nella WWE

## Titoli e riconoscimenti
- Border City Wrestling
  - BCW Can-Am Tag Team Championship (1) – con Cyrus[1]
- Cauliflower Alley Club
  - Iron Mike Award (2014)[2]
- Central States Wrestling
  - NWA Central States Tag Team Championship (1) – con Bob Brown[3]
  - NWA Central States Television Championship (1)[4]
- Continental Wrestling Association
  - AWA Southern Heavyweight Championship (3)[5]
  - AWA Southern Tag Team Championship (1) – con Steve Keirn[6]
  - CWA International Heavyweight Championship (2)[7]
  - NWA Mid-America Heavyweight Championship (1)[8]
- Georgia Championship Wrestling
  - NWA National Heavyweight Championship (1)[9]
  - NWA National Television Championship (1)[10]
- Mid-Atlantic Championship Wrestling / World Championship Wrestling
  - NWA World Junior Heavyweight Championship (1)[11]
  - WCW United States Tag Team Championship (1) – con Greg Valentine[12]
  - WCW World Six-Man Tag Team Championship (1) – con Richard Morton e Thomas Rich[13]
- Mid-Atlantic Championship Wrestling1
  - NWA Mid-Atlantic Tag Team Championship (1) – con Rick Steiner
- Mid-South Wrestling Association / Universal Wrestling Federation
  - Mid-South North American Heavyweight Championship (1)[14]
  - Mid-South Television Championship (2)[15]
  - UWF World Tag Team Championship (2) – con Chris Adams (1) e Jim Duggan (1)[16]
  - UWF World Television Championship (2)[17]
- NWA Music City Wrestling
  - NWA North American Heavyweight Championship (1)[18]
- Pro Wrestling Illustrated
  - 52º tra i 500 migliori wrestler singoli nella PWI 500 (1991)
  - 39º tra i 500 migliori wrestler singoli nella PWI 500 (1992)
  - 197º tra i 500 migliori wrestler singoli nella "PWI Years" (2003)
  - Rookie of the Year (1980)
- Southeastern Championship Wrestling
  - NWA Southeastern Heavyweight Championship (Northern Division) (1)[19]
  - NWA Southeastern Television Championship (1)[20]
- World Class Wrestling Association
  - WCWA Texas Heavyweight Championship (1)[21][22]
  - WCWA World Tag Team Championship (1) – con Iceman Parsons[23][24]
- Wrestling Observer Newsletter
  - Most Underrated (1991, 1992)
  - Worst Worked Match of the Year (1991) Con Steve Austin vs. P.N. News e Bobby Eaton in uno Scaffold match a The Great American Bash

1La Mid-Atlantic dove Taylor e Steiner vinsero l'NWA Mid-Atlantic Tag Team Championship non è la stessa compagnia di proprietà di Jim Crockett Jr. e venduta a Ted Turner nel 1988.